# Sarcostemma glaucum
Sarcostemma glaucum es una especie de planta fanerógama perteneciente a la familia Apocynaceae. Es originaria de América del Sur.

## Descripción
Es una planta trepadora herbácea glabra. Tiene las hojas elípticas o estrechamente elípticas, oblongas u ovadas en ocasiones, algo carnosas, glauco; pecíolos 3-8 mm de largo, las hojas de 5-9 cm de largo y de 0,5 a 3,8 cm de ancho. Las inflorescencias en umbela, 10-40 de flores; pedúnculos 5-12 cm de largo; pedicelos delgados, sobre todo ca. 2 cm de largo. Flores con el cáliz profundamente lobulado, los lóbulos de 1.0-1.5 mm de largo y 0,5 a 0,8 mm de ancho, ovados; la corola blanca o blanco-verdoso. Los folículos de 10 cm de largo, 1 cm de diámetro, glabros.

## Taxonomía
Sarcostemma glaucum fue descrita por Carl Sigismund Kunth y publicado en Nova Genera et Species Plantarum (quarto ed.) 3: 194, t. 229. 1818 [1819].
Etimología
Sarcostemma: nombre genérico que proviene del griego sarx = carnoso y stemma que significa "corona", hace alusión a la corona floral carnosa.
glaucum: epíteto latíno que significa "glauca".
Sinonimia
- Asclepias cynanchoides Humb. & Bonpl. ex Schult.
- Funastrum glaucum (Kunth) Schltr.
- Funastrum ovalifolium (Rusby) Killip
- Philibertella ovalifolia Rusby[4]

## Nombres comunes
- bejuco del diablo, ipeca de la Guaira, ipecacuana de Venezuela.[5]